# Soan (rivière du Pakistan)
La Soan est une rivière pakistanaise d'une longueur de 250 km qui coule dans la région du Pendjab. Elle est un affluent en rive gauche de l'Indus.